# تيودورو إليزوندو
تيودورو إليزوندو (بالإسبانية: Teodoro Elizondo)‏ هو عسكري مكسيكي، ولد في 9 نوفمبر 1866 في Higueras, Nuevo León ‏ في المكسيك، وتوفي في 25 أبريل 1935 في مدينة مكسيكو في المكسيك.